# Andante
Andante (italienisch für „gehend“) ist eine musikalische Vortragsbezeichnung, die ein mäßig langsames Tempo („ruhig gehend“, „ruhig“ oder „gehend“) vorschreibt. Das Tempo ist zwischen Adagio und Moderato anzusiedeln. Varianten des Adjektivs andante sind più andante („mehr gehend“), somit rascher, und meno andante („weniger gehend“), somit langsamer.
Andante ist eine relativ junge Tempobezeichnung, trat erst nach 1650 auf und setzte sich im Spätbarock durch. Nach historischen Quellen gilt sein Affekt im Sinne eines gleichmäßigen und deutlich artikulierten Vortrags.
Das Andante bezeichnet auch einen Gattungsnamen für Sätze in Sonaten. Das Diminutiv Andantino bezeichnet ein zeitlich kurz andauerndes Andante auch (als andantino) im Sinne von etwas ruhig bzw. etwas ruhiger.